# Ары-Казы
Ары-Казы (тат. Ары Казы) — река в Татарстане и Удмуртии, левый приток реки Кады.
Длина реки 9,2 км (из них 6,8 км в Татарстане), площадь водосбора 25 км². Берёт начало на северной окраине деревни Кады-Салья в Киясовском районе Удмуртии. Направление течения — северо-восточное. Протекает через лесной массив, где входит на территорию Агрызского района Татарстана, далее течёт мимо деревни Галеево и впадает в пруд на реке Кады выше села Девятерня (в 2,5 км к югу от села).
Высота истока — 157 м над уровнем моря. Высота устья — 92 м над уровнем моря.
У деревни Галеево река принимает основной приток — Улу-Казы (лев) длиной 6 км.

## Гидрология
Река со смешанным питанием, преимущественно снеговым. Густота речной сети территории водосбора 0,64 км/км², лесистость 52 %. Общая минерализация от 200 мг/л в половодье до 500 мг/л в межень.